# 다산 콜 센터
120다산콜센터는 서울시에 관련된 상담과 민원 접수 서비스를 365일 24시간 제공하는 서울특별시 행정상담 전문 콜센터이다. 서울특별시청 산하 재단법인인 120다산콜재단이 운영하고 있다.
120다산콜센터의 다산(茶山)은 조선 후기 실학자 다산 정약용의 위민(爲民), 청렴, 창의 정신을 본받아 행정혁신을 이루고자 하는 뜻을 담은 이름으로 시민공모를 통해 선정되었다.
2007년 9월 12일 120다산콜센터로 정식 개소하여 민간위탁으로 운영되다 2017년 4월 24일 서울시 출연기관 120다산콜재단으로 전환하였다.

## 설립 및 운영 근거
- 서울특별시 120다산콜재단 설립 및 운영에 관한 조례

## 연혁
- 2007년 9월 12일 120다산콜센터 정식 개소
- 2016년 9월 29일 서울특별시 120다산콜재단 설립 및 운영에 관한 조례 공포
- 2017년 4월 24일 120다산콜재단 설립

## 주요 업무
- 서울시 행정 상담 서비스 제공
- 시민소통 상담 데이터베이스 관리 및 분석
- 상담 전문인력 확보 및 양성

## 상담 범위
서울시 및 25개 자치구 행정 관련 문의 및 민원 접수
- 서울시 정책 문의
- 서울시청, 구청, 보건소 관련 업무 안내(현장민원, 여권, 예방접종 등)
- 대중교통 안내(길안내, 불편신고, 분실물 등)
- 상수도 안내(수도요금, 이사정산, 자동이체 등)
- 지방세, 세외수입 납부 관련 문의(주민세, 불법주정차 과태료 등)
- 서울시 공공시설 이용, 문화행사 안내 등

## 상담 창구
- 전화 상담
- 문자 상담
- 수어 상담
- 챗봇 상담
- 외국어 상담
- SNS 상담